# Antônio Joaquim Araújo
Antônio Joaquim Araújo Filho (Codó, 21 de agosto de 1940 – São Paulo, 1 de novembro de 2012) foi um médico e político brasileiro. Filiado ao PSDB, foi deputado federal pelo Maranhão e prefeito de Codó.

## Carreira política
Iniciou sua carreira politica na cidade de Codó, onde participou da fundação do partido Aliança Renovadora Nacional (ARENA), finalidade de dar sustentação política à ditadura militar instituída a partir do Golpe de Estado no Brasil em 1964. Nos anos de 1973 a 1976 exerceu o cargo de Secretário municipal de Saúde e Educação. Em 1980, após a extinção do bipartidarismo, filiou-se ao Partido Democrático Social (PDS), e ocupou a Secretaria de Saúde de São Luís, onde permaneceu até 1982. Elegeu-se prefeito de Codó em 1982. 
Concorreu a prefeitura de Codó em 1992, sendo derrotado por Biné Figueiredo. Insistiu novamente em 1996, mas foi derrotado por Ricardo Archer. Foi eleito deputado federal em 1990, 1994, 1998 e 2002. 